# هومبرت لوندین
هومبرت لوندین (انگلیسی: Humbert Lundén; ۷ ژانویهٔ ۱۸۸۲ – ۵ فوریهٔ ۱۹۶۱) قایقران قایق بادبانی اهل سوئد بود.